# Desa Ngargoharjo
Desa Ngargoharjo är en administrativ by i Indonesien.   Den ligger i provinsen Jawa Tengah, i den västra delen av landet, 500 km öster om huvudstaden Jakarta. Desa Ngargoharjo ligger vid sjön Tlogo Bregung.